# Donjon de Maurepas

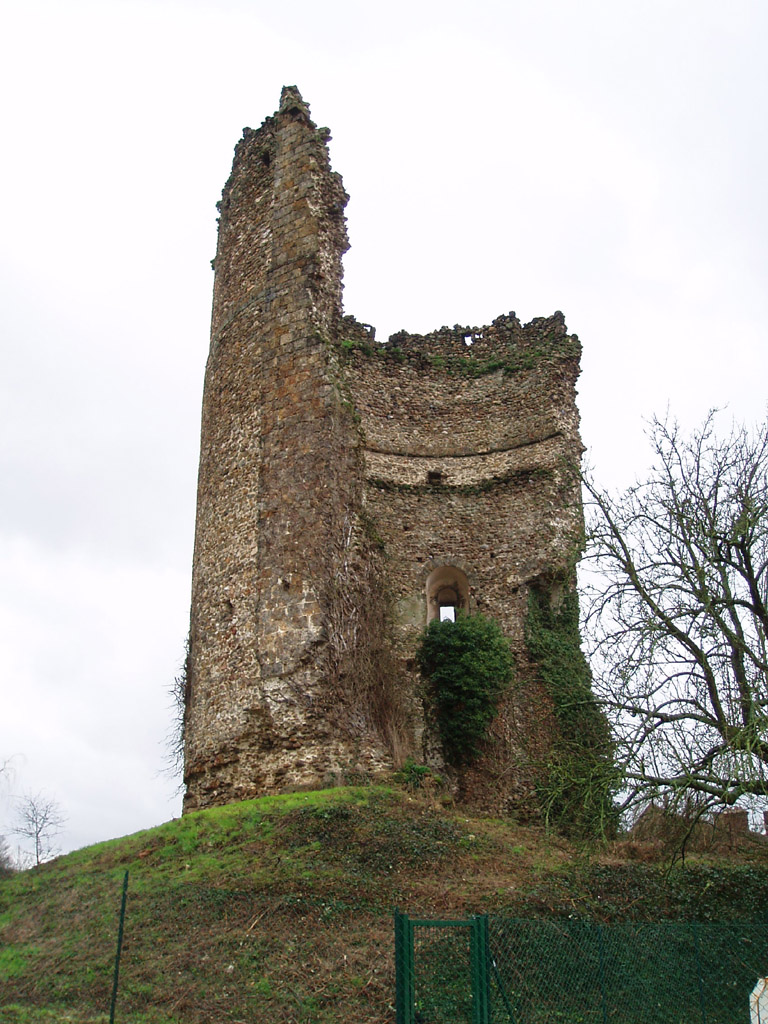
Donjon de Maurepas

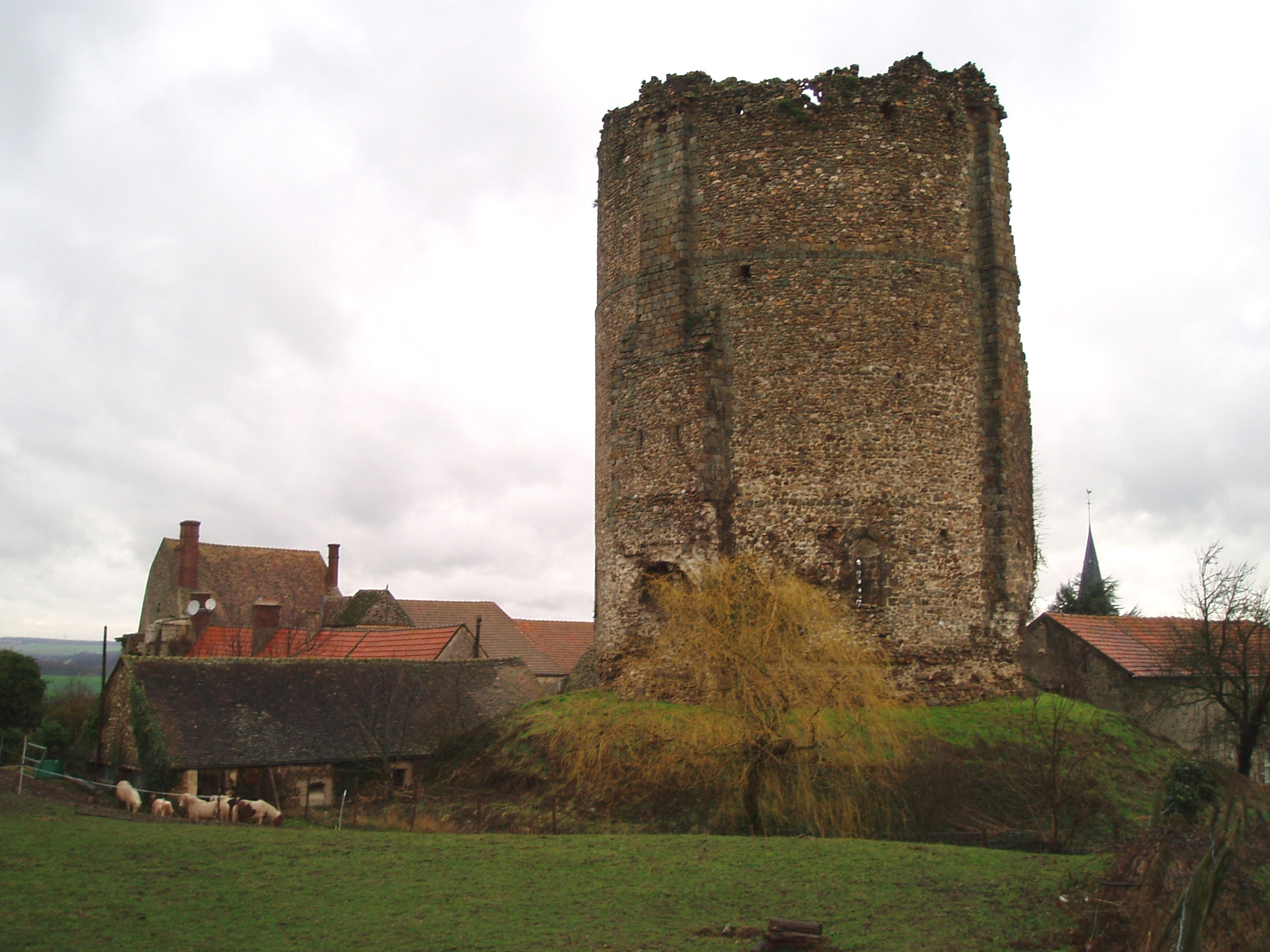
O que resta da estrutura do Donjon de Maurepas

O Donjon de Maurepas é um castelo medieval em ruínas na cidade de Maurepas, no departamento francês de Yvelines (Île de France).
A torre de menagem está listada pelo Ministério da Cultura da França como um monumento histórico desde 1926.